# A Place to Bury Strangers
Gli A Place to Bury Strangers sono un gruppo musicale statunitense, originario di New York e composto da Oliver Ackermann (voce, chitarra e basso), da John Fedowitz (basso, chitarra) e Sandra Fedowitz (batteria).
In passato hanno fatto parte della band, tra gli altri, Jono Mofo (basso), Dion Lunadon (basso, chitarra), Robi Gonzalez (batteria), Jay Space (batteria) e Lia Simone Braswell (batteria).

## Stile
La band ha un suono psichedelico, influenzato dal noise, dalle sonorità space rock e kraut rock e da un certo shoegaze tipico degli anni ottanta.

## Carriera
La band inizia a lavorare nel 2001, ma le prime tracce vengono pubblicate solo nel 2006, anno in cui vengono pubblicati tre EP chiamati con tre diversi colori, ossia Red, Blue e Green. 
Conseguentemente alla pubblicazione di questi EP, gli A Place to Bury Strangers vengono indicati come una delle migliori band alternative di New York da rinomati giornali, come il Washington Post e il New York Times.
Nel 2007 è stato pubblicato l'album d'esordio intitolato proprio A Place to Bury Strangers e messo in commercio dall'etichetta Killer Pimp. In seguito si esibiscono attraverso dei concerti promozionali insieme a band importanti quali The Jesus and Mary Chain, Black Rebel Motorcycle Club e Nine Inch Nails. Proprio una compilation di questi ultimi conterrà il loro brano To Fix A Gash In Your Head (giugno 2008).
Nel 2009 la band firma per la Mute Records, che nel mese di ottobre pubblica il disco Exploding Head. Il singolo In Your Heart, così come tutto l'album, riscuote un buon successo.
Il bassista Jono Mofo, nella primavera del 2010, decide di lasciare il gruppo e viene sostituito da Dion Lunadon.
All'inizio del 2012 viene pubblicato l'EP Onwards to the Hell. In estate è la volta del terzo LP, ossia Worship, che si rivela in grado di consolidare la fama della band.
Il 13 aprile 2018 la band pubblica il nuovo album da studio, Pinned.

## Discografia

### Album studio
- 2007 - A Place to Bury Strangers (Killer Pimp)
- 2009 - Exploding Head (Mute)
- 2012 - Worship (Dead Oceans)
- 2015 -  Transfixiation
- 2018 - Pinned
- 2022 - See Through You
- 2024 - Synthesizer

### EP
- 2009 - Hoxton Square Sessions (Mute)
- 2009 - In Your Heart (Mute)
- 2010 - Ego Death (Mute)
- 2010 - I Lived My Life To Stand In The Shadow Of Your Heart (Mute)
- 2012 - Onwards To The Wall (Dead Oceans)
- 2021 - Hologram

### Compilations
- 2020 - Rare Meat

### Singoli
- 2008 - Breathe
- 2008 - I Know I'll See You
- 2008 - Missing You
- 2008 - To Fix the Gash in Your Head / Ocean
- 2009 - Keep Slipping Away
- 2011 - So Far Away
- 2012 - You Are The One / I Can Feel Your Heart Inside My Head
- 2012 - Burning Plastic / Send Me Your Dreams (singolo split con i Ceremony)